# 乌姆里
乌姆里（Umri），是印度北方邦Jalaun县的一个城镇。总人口8816（2001年）。

## 人口
该地2001年总人口8816人，其中男性4759人，女性4057人；0—6岁人口1392人，其中男702人，女690人；识字率59.66%，其中男性为69.87%，女性为47.70%。